# Alleanza Ribelle
L'Alleanza Ribelle (Rebel Alliance), formalmente Alleanza per la Restaurazione della Repubblica (Alliance to Restore the Republic), è una forza di resistenza politica immaginaria dell'universo fantascientifico di Guerre stellari. Compare nella trilogia originale e in numerose altre opere.
All'interno della narrazione, l'Alleanza è formata in diretta opposizione militare verso l'Impero Galattico da un gruppo di ribelli che desiderano preservare gli ideali della Repubblica Galattica. In seguito alla vittoria nella battaglia di Endor dà vita alla Nuova Repubblica.

## Storia
Non sappiamo con certezza quando l'Alleanza venne formata, ma sappiamo che si stabilì quasi immediatamente dopo le guerre dei cloni durante l'inizio di un'imminente guerra civile galattica quando il cancelliere Sheev Palpatine trasformò la Repubblica Galattica nell'Impero Galattico, con sé stesso come Imperatore. In La vendetta dei Sith, l'Alleanza Ribelle si impose come resistenza primaria alle regole dell'Impero.
In alcune scene tagliate de La vendetta dei Sith, la senatrice Padmé Amidala venne brevemente coinvolta con Bail Organa e Mon Mothma nella formazione dell'Alleanza prima della sua prematura morte in seguito al parto dei due gemelli, Luke Skywalker e Leila Organa, che diventeranno più avanti membri dell'Alleanza.
Attraverso la propria rete di spionaggio, l'Alleanza venne a conoscenza della costruzione della Morte Nera, un'enorme arma terroristica creata per assicurare la potenza dell'Impero. Un'operazione guidata dalla Principessa Leila riuscì ad ottenere con successo gli schemi della stazione, ma l'allievo dell'Imperatore, Dart Fener, scoprì e catturò Leila. Con la Morte Nera fu distrutto il pianeta Alderaan, dove perse la vita anche Bail Organa.
Tuttavia, Luke Skywalker e i suoi amici pianificarono la liberazione della Principessa e di consegnare gli schemi all'Alleanza. Questo non solo permise all'Alleanza di distruggere la stazione nella battaglia di Yavin, ma guadagnarono anche Luke, il loro unico membro iniziato all'uso della Forza e addestrato alle capacità dei Jedi, che divenne uno dei comandanti dell'Alleanza Ribelle.
L'Alleanza soffrì un contrattempo su Hoth quando una delle loro basi principali fu invasa dalle forze di Dart Fener, ma che con gran sforzo infine, riuscirono ad organizzare una massiccia flotta per distruggere la seconda Morte Nera nella battaglia di Endor, nella quale l'Imperatore viene ucciso proprio da Fener, tornato al lato chiaro. Dopo la disfatta dell'Impero Galattico su Endor, l'Alleanza Ribelle diede vita alla Nuova Repubblica, i cui generali erano più o meno gli stessi di quelli dell'Alleanza.

## Personaggi importanti

### Dirigenza governo civile e alto comando militare
- Mon Mothma - Cofondatrice; capo di Stato e comandante capo supremo
- Bail Organa - Cofondatore; capo del Consiglio dell'Alleanza
- Padmé Amidala - Cofondatrice; morì pochi giorni dopo avere fondato l'Alleanza
- Gial Ackbar - Ammiraglio supremo della Forza Navale
- Cassian Andor - Pilota e ufficiale di intelligence
- Crix Madine - Generale delle Forze Speciali dell'Alleanza
- Ahsoka Tano - Precedente Padawan Jedi; capo delle operazioni segrete
- Wedge Antilles - Comandante del Rogue Squadron
- Raymus Antilles - Capitano dell'incrociatore Alderaaniano Tantive IV
- Lando Calrissian - Generale e precedente amministratore di Città delle nuvole
- Carlist Rieekan - Generale e comandante della Base Echo su Hoth
- Jan Dodonna - Generale e comandante della base ribelle su Yavin IV
- Hera Syndulla - Generale e pilota dello Spettro
- Luke Skywalker - Comandante e Jedi; precedente comandante del Rogue Squadron
- Leila Organa - Rappresentante del pianeta Alderaan nel Senato Imperiale e diplomatico superiore
- Ian Solo - Generale e precedente contrabbandiere
- Poe Dameron - Generale e pilota straordinario della resistenza

## Basi operative

Bandiera dell'Alleanza Ribelle

- Alderaan
- Atollon
- Home One e Endor
- Base Echo, Hoth
- Yavin IV
- Dantooine
- Tureen VII
- Corellia
- Coruscant
- Sullust
- Ansion
- Base Seconda Possibilità, Bastion
- Base Commerciale, Gralle

## Universo espanso
I fondatori principali furono la Senatrice Mon Mothma, il Senatore Bail Organa e l'ex-apprendista di Dart Fener Galen Nion Marek e il maestro Jedi Rham Kota.
La resistenza rimase relativamente in silenzio finché una nave militare comandata da Tarkin fu bloccata da manifestanti pacifici che si stanziarono sull'area di atterraggio della nave e rifiutarono di muoversi. Con il tacito permesso dell'Imperatore, Tarkin fece atterrare la nave comunque, proprio sui manifestanti, uccidendone e ferendone parecchi nel massacro di Ghorman.
I Senatori Mon Mothma, Logan Deballma, Bail Organa, e Garm Bel Iblis capirono finalmente che l'Impero non aveva assolutamente alcun riguardo verso i diritti, o addirittura le vite, dei propri cittadini e che i normali canali politici erano inutili per porre all'attenzione il problema. Con il loro aiuto, un'organizzazione segreta armata, la Resistenza, venne formata con l'intento di rimuovere l'Imperatore dalla propria carica, ma la crescente crudeltà dello Stato li costrinse ad un'iniziale segretezza lasciandoli incapaci di indebolire il regime Imperiale.
Una notevole spinta alla creazione dell'Alleanza Ribelle è paradossalmente data da Palpatine e Dart Fener, i quali, tramite l'apprendista segreto di Dart Fener Galen Nion Marek aiutato dal sopravvissuto Maestro Jedi Rahm Kota, cercano di riunire i principali leader dei movimenti anti-Impero della Galassia (Bail Organa con la figlia Leila, Mon Mothma e Garm Bel Iblis) per poterli catturare in un colpo solo e giustiziarli. Tuttavia, Galen decide in seguito di abbracciare la causa ribelle, e aiuta i capi ribelli a sfuggire all'Impero sacrificando sé stesso lottando contro Fener e riducendolo in fin di vita, e poi battendo Palpatine stesso. 
Marek è anche l'indiretto ideatore del logo dei ribelli, da lui ritrovato su Kashyyyk, il mondo natale degli Wookiee e, anche se per brevissimo tempo, Galen sarà il capo dell'alleanza ribelle.
Bail Organa dopo la morte di Galen, divenne il comandante dei ribelli. Quando furono pronti a combattere ed ebbero formato un'organizzazione ufficiale con un sistema contato di alleati, divenne chiaro che la causa necessitava di venir resa pubblica in maniera legittima. Mon Mothma stanziò un'aperta Dichiarazione di Ribellione nella quale vennero dichiarate dall'Alleanza Ribelle le ingiustizie e concluse con un trattato aperto a destituire l'Imperatore e il trattato di Corellia fu firmato al Convegno del Sistema Corellia. Con questi atti, l'Impero cominciò a lavorare sulla distruzione della fastidiosa alleanza ribelle, mentre vari alleati aiutavano segretamente l'Alleanza, rendendo la Forza Ribelle lentamente più potente.
Il contributo più notevole all'equipaggiamento incluse l'abbandono dello staff della Incom Corporation e tutti i materiali rilevanti coinvolti nello sviluppo di un caccia stellare avanzato, l'Ala-X. Più tardi la specie chiamata mon calamari si unì alla ribellione e mise a disposizione dei ribelli la propria celebre capacità nella costruzione di navi per fornire Navi madre fortemente necessarie che potevano reggere il confronto con la flotta stellare imperiale.
Secondo quanto raccontato dal gioco di ruolo (RPG), parte della linea strategica dell'Alleanza fu "la Dottrina del Rifiuto Spaziale" nella quale l'Alleanza avrebbe attaccato le navi Imperiali in raid "mordi e fuggi" mirati a distruggere le forniture e le operazioni Imperiale e per confiscare materiali fortemente necessari. Proprio per questo motivo, i loro caccia furono attrezzati con motori ad iperguida per permettere la fuga lungo rotte preimpostate prima che l'Impero potesse reagire.
Circa sei mesi dopo la morte dell'Imperatore, Mon Mothma dichiarò la Ribellione (che divenne l'Alleanza dei Pianeti Liberi) conclusa, e dichiarò la Nuova Repubblica stabilita come stadio successivo. Mon Mothma fu inizialmente il Cancelliere Supremo in concomitanza con il nuovo Senato. Tuttavia, questo governo collassò parzialmente durante l'invasione galattica di Yuuzhan Vong, ma venne ricomposto e riorganizzato dalla momentanea alleanza con l'Imperial Remnant,assumendo un ruolo governamentale, strategico e potente molto più formale del precedente.

### Fondatori originali
- Senatrice Mon Mothma
- Senatore Bail Organa
- Senatore Garm Bel Iblis
- Senatore / Governatore Principe Logan Deballma Lin'e
- Jedi Galen Nion Marek
- Maestro Jedi Rahm Kota
- Senatrice Padmé Amidala